# Gaspard-Marie-Michel-André Latty
Gaspard-Marie-Michel-André Latty (ur. 22 lipca 1844 w Cagnes-sur-Mer, zm. 3 października 1928 w Awinionie) – francuski duchowny katolicki, biskup. Święcenia kapłańskie przyjął w 1868 roku, zaś w 1894 został mianowany przez papieża Leona XIII biskupem diecezji Châlons. W 1907 roku, papież Pius X mianował go arcybiskupem metropolitą archidiecezji Awinionu. Piastował to stanowisko aż do swojej śmierci w 1928 roku.